# Бурурі
Бурурі — місто, адміністративний центр провінції Бурурі на півдні Бурунді з населенням близько 20 000 осіб. В місті проживають як християни, так і мусульмани. Офіційною мовою вважається кірунді, але використовуються й інші, наприклад, суахілі.
29 квітня 1972 року у місті відбулася різанина. Місцеві жандарми хуту захопили контроль над військовими та цивільним урядом військового режиму тутсі Мічомберо. Було оголошено республіку, проте через тиждень повстання були придушені військами.
Неподалік від міста розташований Лісовий природний заповідник «Бурурі».

## Клімат
Місто знаходиться у зоні, котра характеризується океанічним кліматом субтропічних нагір'їв. Найтепліший місяць — вересень із середньою температурою 19.9 °C (67.8 °F). Найхолодніший місяць — липень, із середньою температурою 17.9 °С (64.2 °F).
| Клімат Бурурі           | Клімат Бурурі | Клімат Бурурі | Клімат Бурурі | Клімат Бурурі | Клімат Бурурі | Клімат Бурурі | Клімат Бурурі | Клімат Бурурі | Клімат Бурурі | Клімат Бурурі | Клімат Бурурі | Клімат Бурурі | Клімат Бурурі |
| Показник                | Січ.          | Лют.          | Бер.          | Квіт.         | Трав.         | Черв.         | Лип.          | Серп.         | Вер.          | Жовт.         | Лист.         | Груд.         | Рік           |
| Середня температура, °C | 19,3          | 19,3          | 19,4          | 19,4          | 18,9          | 18            | 17,9          | 19            | 19,9          | 19,9          | 19,2          | 19,1          | 19,1          |
| Норма опадів, мм        | 166.9         | 156.3         | 179.6         | 208           | 97.8          | 16.1          | 6.1           | 19.6          | 60.2          | 111.1         | 179.8         | 167.9         | 1369.4        |
| Днів з опадами          | 24,4          | 21,3          | 23            | 23,8          | 12,8          | 3,1           | 2,8           | 3,7           | 8,2           | 16            | 25,1          | 24,9          | 189,1         |
| Вологість повітря, %    | 79.6          | 79.4          | 79.9          | 81.6          | 77.8          | 70.3          | 63.3          | 58.9          | 61.1          | 67.7          | 76.6          | 79.9          | 73            |
| ----------------------- | ------------- | ------------- | ------------- | ------------- | ------------- | ------------- | ------------- | ------------- | ------------- | ------------- | ------------- | ------------- | ------------- |
| Джерело: Weatherbase    |               |               |               |               |               |               |               |               |               |               |               |               |               |